# Lubcza (województwo małopolskie)
Lubcza – wieś w Polsce, położona w województwie małopolskim, w powiecie tarnowskim, w gminie Ryglice.
Wieś Lubcza leży na północnym skraju Pogórza Karpackiego, nad potokiem Wolanka i jej dopływami. Wieś jest usytuowana równoleżnikowo w kierunku wschód-zachód w dolinie rzeki i ograniczona następującymi miejscowościami: od zachodu graniczy z Wolą Lubecką, od północy ze Zwiernikiem i Słotową (gmina Pilzno), od wschodu z Zagórzem, Dzwonową (gmina Jodłowa), a od południa z Kowalową (gmina Ryglice) oraz Jodłową (gmina Jodłowa). Lubcza leży w odległości 15 km od Pilzna, 9 km od Zalasowej oraz 16 km od Tuchowa.
Miejscowość jest siedzibą rzymskokatolickiej parafii pw. Najświętszego Serca Pana Jezusa należącej do dekanatu Pilzno w diecezji tarnowskiej.

## Integralne części wsi
| SIMC    | Nazwa              | Rodzaj    |
| ------- | ------------------ | --------- |
| 0828986 | Budaki             | część wsi |
| 0828992 | Czarna Wieś        | część wsi |
| 0829000 | Góry               | część wsi |
| 0829017 | Granice            | część wsi |
| 0829023 | Nadole Południowe  | część wsi |
| 0829030 | Nadole Północne    | część wsi |
| 1066567 | Nagórze Południowe | część wsi |
| 1066573 | Nagórze Północne   | część wsi |
| 0829069 | Podkościele        | część wsi |
| 0829075 | Środki             | część wsi |
| 0829081 | Zadziela           | część wsi |

## Przynależność administracyjna
Lubcza Górna i Lubcza Dolna były wsiami królewskimi w województwie sandomierskim w 1629 roku.  Po rozbiorach znalazła się w granicach zaboru austriackiego – w Galicji, zaś po wskrzeszeniu Państwa Polskiego w 1918 r. weszła w skład województwa krakowskiego. W latach 1954–1972 wieś należała i była siedzibą władz gromady Lubcza. W latach 1975–1998 znajdowała się w województwie tarnowskim. Obecnie leży w województwie małopolskim. Zajmuje powierzchnię ok. 24 km².
Specyficzne położenie geograficzne Lubczy względem sąsiednich większych ośrodków administracyjnych sprawiło, że wieś wyjątkowo często zmieniała przynależność powiatową. Do 1932 roku Lubcza należała do powiatu pilzneńskigo, w latach 1932–1934 do powiatu ropczyckiego, w latach 1934–1957 do powiatu jasielskiego, a od 1958 roku do powiatu tarnowskiego.

## Układ architektoniczny
Duża wieś o charakterze wyżynno-dolinnym, rozdzielona szeroką doliną potoku Wolanka. Centrum Lubczy leży w dolinie pomiędzy dwoma grzbietami wzgórz ograniczającymi zarówno od północy jak i od południa główną część wsi, której najniższa część leży na wysokości ok. 235 m n.p.m. W otaczających wieś grzbietach wzgórz (działach) wyróżniają się kulminacje, których wysokości bezwzględne wynoszą 289, 303, 323 i 346 m n.p.m. od strony północnej, oraz 300, 320, 334 m n.p.m. od strony południowej. Najwyższą kulminacją w okolicy jest dominująca nad okolicą od zachodu góra Kokocz, wznosząca się na wysokość powyżej 400 m n.p.m. (441 m n.p.m. według pomiarów z roku 1936, zaś według danych z 1988 roku – 434 m n.p.m.).
Rozległy teren wsi o bardzo urozmaiconej konfiguracji, jest obszarem słabo zalesionym. Największy zwarty kompleks leśny (buki, olchy, świerki) tzw. Ptasznik – położony jest w południowej części wsi przy granicy z Jodłową. Zabudowa wsi koncentruje się głównie wzdłuż drogi głównej i równoległego do niej cieku Wolanki. Centrum wsi znajduje się w dolinie, w pobliżu skrzyżowania głównych dróg, tj. drogi Zalasowa – Lubcza z drogą do Kowalowej i Ryglic. Usytuowane są tam dwa budynki użyteczności publicznej (tzw. „ochronka” z drugiej połowy XIX w. oraz „Perła Lubczy” oddany do użytku w 2004 r.). Powyżej nich na wzniesieniu położony jest zespół kościelno-plebański, z dominującym kościołem pw. Najświętszego Serca Pana Jezusa z lat 1893–1900, a także cmentarz parafialny.

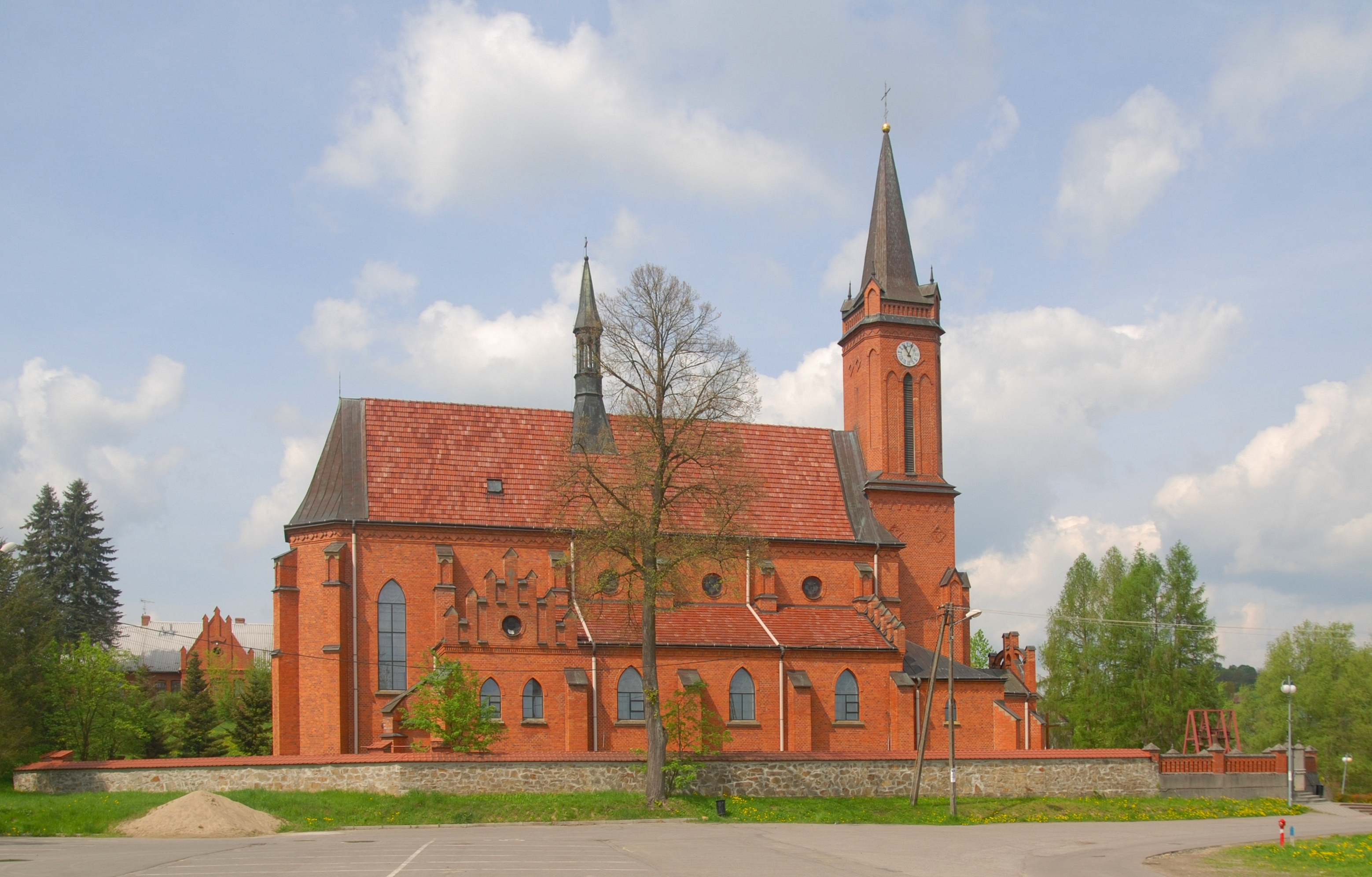
Kościół parafialny
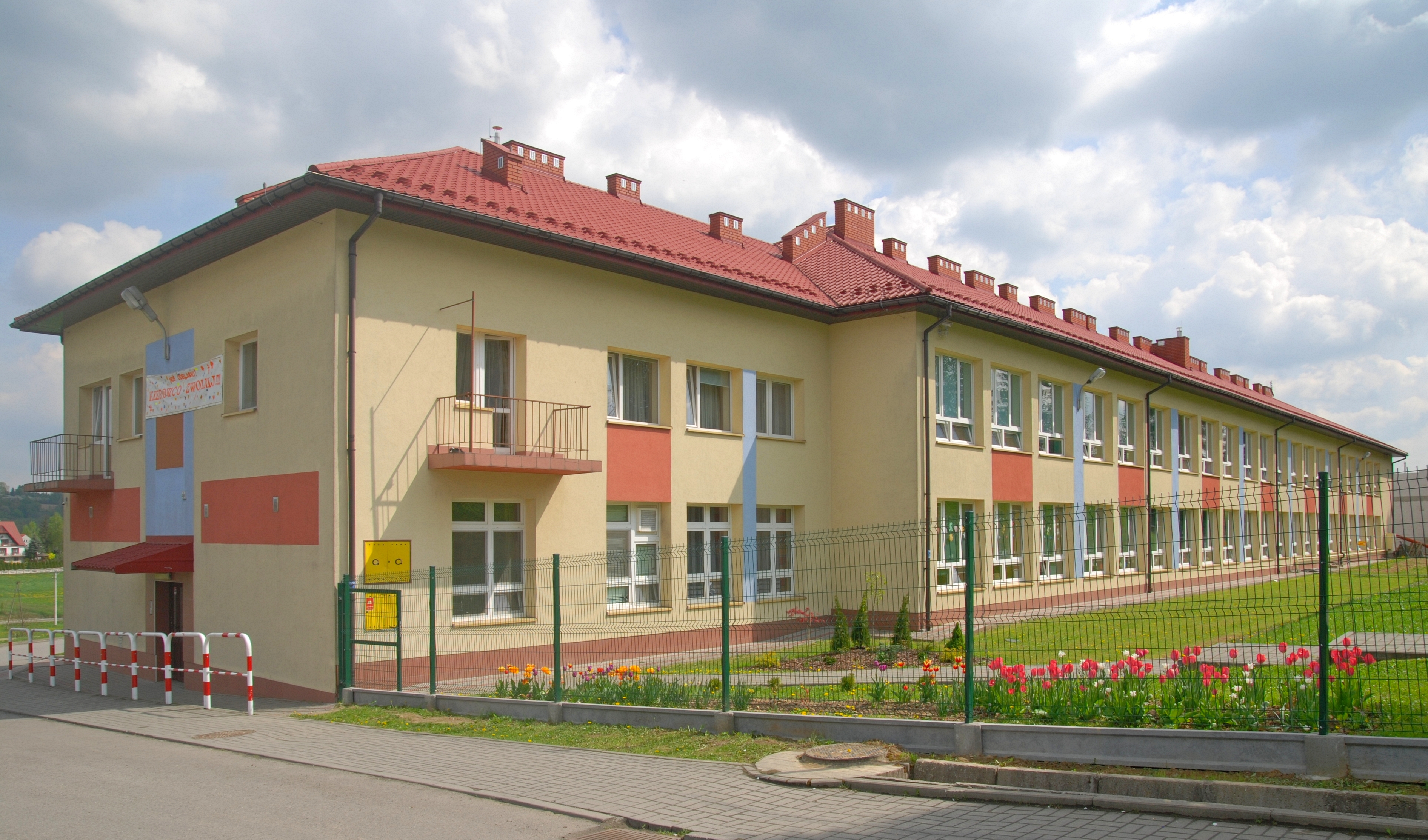
Szkoła podstawowa
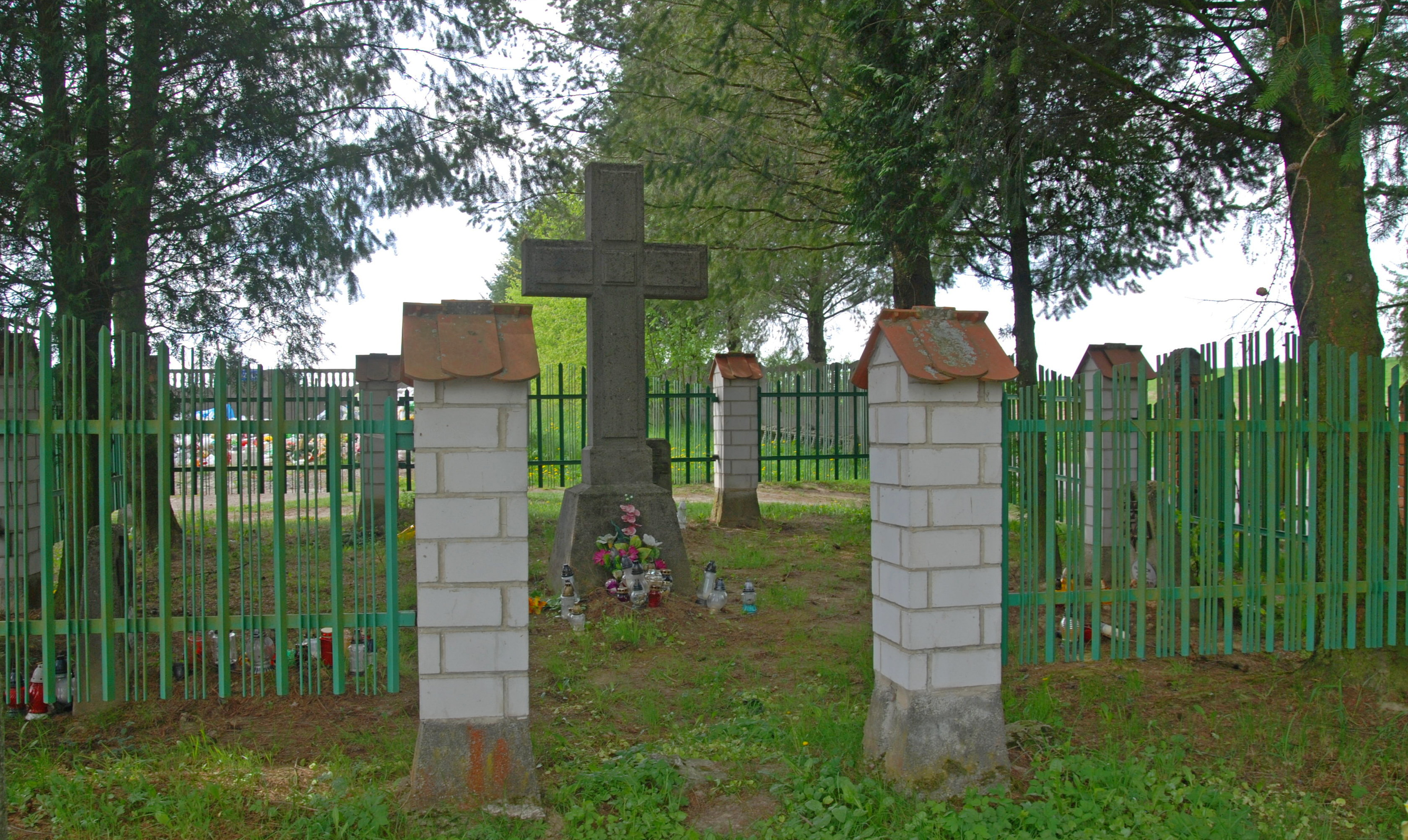
Cmentarz wojenny nr 234

## Zabytki
Obiekt wpisany do rejestru zabytków nieruchomych województwa małopolskiego.
- Kościół parafialny pw. Najświętszego Serca Pana Jezusa.
Obiekt neogotycki, murowany, 1893–1900. Wyposażenie neogotyckie z lat 1900–1904.

### Inne zabytki
- Plebania neogotycka, murowana, 1900
- Organistówka, murowana, ok. 1850, remont 1999
- Klasztor SS Kanoniczek św. Ducha, mur, 1895
- Cmentarz parafialny, zał. po 1833 z wydzieloną w 1914 kwaterą wojskową o pow. 51 m² (Cmentarz nr 234 okręg V Pilzno)
- „Ochronka”, murowana, II poł. XIX w.
- Małą architekturę sakralną reprezentuje kilkanaście ciekawych kaplic, kapliczek, figur i krzyży przydrożnych
- Cmentarz wojenny nr 234 – Lubcza

oraz:

- Dom nr 1, drew., k. XIX
- Dom nr 2, drew., 1903
- Dom nr 73, drew., p. XX
- Dom nr 97, 1 ćw. XX
- Dom nr 105, drew, 1 ćw. XX
- Dom nr 106, drew, k. XIX
- Dom nr 107, drew, p. XX
- Dom nr 109, drew, p XX
- Dom nr 124, drew, k. XIX
- Dom nr 137, drew, p XX
- Dom nr 140, drew, p. XX
- Dom nr 183, 1 ćw. XX
- Stodoła nr 183, drew, p. XX
- Dom nr 184, drew, p .XX
- Dom nr 186, drew, p. XX
- Dom nr 187, drew, k. XIX
- Spichlerz nr 198, drew, 1 ćw. XX
- Stodoła nr 198, drew, 1 ćw. XX
- Dom nr 206. drew., ok., 1900
- Stodoła nr 206., drew., ok. 1900
- Dom nr 229, drew., ost. ćw. XIX
- Dom nr 234, drew., p. XX
- Dom nr 248, drew., ost. ćw. XIX
- Dom nr 260, drew. 1 ćw. XX

- Kaplica pw. św. Zofii, mszalna, na miejscu poprzedniej z 1679, fundacja Jana Klucznika i Antoniego Stojaka, mur. 1879, przy drodze do Dzwonowej
- Kapliczka Słupowa z ludową rzeźbą św. Jana Nepomucena, fundacja dworska, drew. 1860–1870, Lubcza Nagórze
- Kapliczka z obrazem Koronacja Najświętszej Panny Marii, fundacja Marcina Świstoka lub rodziny Pędraków, kam., ok. 1900, Lubcza Granice
- Kapliczka z krucyfiksem barokowym z XVII w., fundacja Szczepana Cieślikowskiego, drew. 1900 lub 1911. Obok kapliczki kilkusetletnia lipa (obecnie jej fragment po wichurze, która tu przeszła w 2008 roku), Lubcza Budaki
- Posąg św. Józefa z Dzieciątkiem, fundacja Zgromadzenia ss. Kanoniczek od św. Ducha, pocz. XX, na prywatnej posesji w Nagórzu
- Krzyż – figura z metalowym wizerunkiem Chrystusa, fundacja Jana i Tekli Brzęczków, betonowy, 1911, Lubcza Nagórze
- Krzyż – figura z metalowym wizerunkiem Chrystusa i plakietką Matki Boskiej Bolesnej, fundacja Franciszka i Agaty Kłusków, wyk. Adam Musiał z Tarnowa, betonowy, 1917
- Krzyż – figura z metalowym wizerunkiem Chrystusa, drew. pocz. XX w., Lubcza Nadole
- Krzyż z kapliczką szafkową z oleodrukiem Serca Jezusa, fundacja Władysława Kijowskiego, drew. ok. 1920
- Krzyż z kapliczką szafkową z oleodrukiem Serca Jezusa, fundacja rodziny Marcinków, drew, 1937, Lubcza Nadole

## Kalendarium
- 1197 – w „Rocznikach czyli kronikach sławnego Królestwa Polskiego” Jana Długosza pojawiła się wzmianka o wsi, przy okazji wizytacji Pilzna przez legata papieskiego Piotra Capuano. Wieś powstała prawdopodobnie wcześniej na prawie polskim i zapewne była królewszczyzną.
- ok. 1325 – ukazała się wzmianka o pierwszym drewnianym kościele we wsi
- 1369 – król Kazimierz Wielki przeniósł wieś na prawo niemieckie. Zasadźcami byli Paweł Jurzyc i Maciej z Lubczy. Obok istniejącej założono nową wieś i stąd miejscowość dzieliła się później na Lubczą Górną (czyli Niemiecką) i Lubczę Dolną (czyli Polską). Prawdopodobnie król uposażył także parafię.
- 1402 – Lubczę dzierżawił Dziersław Mleczko.
- 1416 – nastąpił rozwój terytorialny wsi. Część najstarsza określana jako Lubcza Górna.
- 1422 – występowały nazwy Lubcza Niemiecka (Górna) i Polska (Dolna).
- 1448–1462 – wieś przeszła w posiadanie Tarnowskich.
- 1454 – pojawiła się pierwsza wzmianka o Lubczy jako parafii należącej do dekanatu pilźnieńskiego. Być może istniała tu już szkoła parafialna.
- 1456 – we wsi założono szpital (przytułek) dla 12 ubogich. Przetrwał on do końca XVIII w.
- 1461 – występowały nazwy Lubcza Niemiecka i Polska. Pojawia się nazwa Lubcza Średnia.
- ost. ćw. XV i 1 poł. XVI w. – wieś była w posiadaniu rodziny Błońskich.
- pocz. XVI w. – Lubcza Górna i Lubcza Dolna znalazły się w powiecie pilzneńskim, w ziemi sandomierskiej.
- 1513 – istniała szkoła parafialna.
- 1525 – we wsi znajdował się duży folwark królewski, stale powiększany drogą zakupu ziemi od kmieci.
- 1549 – według rozporządzenia Zygmunta Augusta kmiecie z Lubczy mieli obowiązek wozić produkty na targi do Tarnowa, Pilzna i Biecza. Wieś dzierżawił Marcin Łyczko.
- 1581 – w Lubczy Dolnej było 12 rzemieślników i 3 rybaków, a w Lubczy Górnej 6 rzemieślników i 1 rybak.
- 1595 – bracia polscy przejęli kościół.
- 1603 – miały miejsce bunty chłopskie skierowane przeciwko dzierżawcom. Doszło do napadu na dwór.
- 1629 – Lubcza była znaczącym ośrodkiem tkactwa w regionie tarnowskim. We wsi było 13 tkaczy. Miejscowość słynęła także z dobrych piekarzy.
- 1657 – wojska węgierskie księcia Rakoczego spaliły miejscowy, drewniany kościół.
- 1660–1664 – wieś została znacznie zniszczona po wojnie ze Szwecją. Liczyła 25 kmieci.
- 1670 – dzierżawcą został Aleksander z Brzezia Lanckoroński. Znacznie zwiększyły się obciążenia w odrabianiu pańszczyzny, co było przyczyną skarg chłopów do sądu grodzkiego na dzierżawcę.
- 1679 – wybudowano „na starym cmentarzu” drewnianą kaplicę pw. św. Zofii.
- 1683 – odbudowano kościół z inicjatywy proboszcza Jana Sebastiana Jaroszewicza (konsekracja 1683). Budowniczym był Sebastian Kowalski.
- 1685–1705 – dzierżawcą wsi był Remigiusz Grochowski.
- XVII/XVIII w. – dzierżawcami byli Dunin-Wąsowiczowie.
- 1702 – król August II zatwierdził dla Lubczy 10 jarmarków rocznie. Wieś stała się dużym i ważnym ośrodkiem gospodarczym w regionie.
- 1746 – miał miejsce pożar drewnianego kościoła.
- 1771–1772 – w Lubczy mieściła się kwatera główna konfederatów barskich, w której przebywał Kazimierz Pułaski.
- do 1772 r. – wieś była królewszczyzną w województwie sandomierskim.
- 1772 – ostatnim królewskim dzierżawcą wsi był Hiacynt Ogrodzki. Lubcza została włączona do kamery austriackich dóbr rządowych. Ogrodzki odkupił wieś od Austriaków.
- 1772–1918 – wieś znalazła się w zaborze austriackim w Królestwie Galicji i Lodomerii.
- 1754 – miały miejsce bunty miejscowych chłopów przeciwko uciskowi dzierżawcy Siedleckiego.
- 1756 – dzierżawcami wsi był Stanisław Leszczyński i jego żona Teresa.
- 1759 – budowano trzeci, drewniany kościół pw. św. Mikołaja, z inicjatywy ks. Stanisława Dunin-Wąsowicza (konsekracja 1779). Na cmentarzu przykościelnym znajdowała się kaplica pw. św. Walentego.
- 1776 – wieś znajdowała się w cyrkule Pilzno i dekanacie pilzneńskim. Liczyła 1450 mieszkańców.
- 1781–1804 – właścicielem był Jan Piegłowski, a po nim spadkobiercy. Nastąpił znaczny rozwój tkactwa we wsi.
- 1783 – parafia w Lubczy znalazła się w nowo utworzonej diecezji tarnowskiej.
- XVIII w. – wieś była znaczącym ośrodkiem hodowli ryb.
- 1810 – Lubcza liczyła 1475 mieszkańców.
- 1830 – do miejscowej parafii należało 3000 katolików. Na jej terenie zamieszkiwało 81 Żydów.
- po 1833 – założono nowy cmentarz.
- 1836–1847 – właścicielem był Ksawery Nowakowski.
- 1846 – miejscowi chłopi wzięli udział w rzezi galicyjskiej. Doszło do znacznych zamieszek na terenie wsi.
- 1852–1855 – właścicielem był Adam Borecki.
- 2 poł. XIX w. – wybudowano drewnianą karczmę oraz Ochronkę.
- ok. 1850 – wybudowano organistówkę.
- 1854 – założono szkołę ludową.
- ok. 1861–1888 – właścicielami była rodzina Broniewskich.
- 1862 – nastąpił wielki wylew rzeki Wolanki.
- 1879 – Antoni Stojak ufundował murowaną kaplicę pw. św. Zofii.
- 1880 – właścicielką była Eleonora Broniewska.
- 1882 – Antoni Stojak ufundował kaplicę cmentarną pw. św. Michała Archanioła.
- czerwiec 1884 – ks. Józef Lenartowicz objął parafię pw. św. Mikołaja.
- 1888 – nastąpił upadek tkactwa we wsi związany z upowszechnianiem się fabrycznych wyrobów tekstylnych. Zadłużona posiadłość dworska została sprzedana spółce żydowskiej.
- 1888 – zorganizowano komitet budowy nowego kościoła.
- 1890 – miał miejsce wielka susza. Wyschły cieki wodne we wsi.
- 1891 – powstało kółko rolnicze i Kasa Stefczyka. Powódź we wsi.
- 1893–1900 – wybudowano z inicjatywy proboszcza ks. Józefa Lenartowicza nowy murowany kościół pw. Najświętszego Serca Pana Jezusa (konsekracja 1902). Stary drewniany z 1759 został przeniesiony do Janowic k. Zakliczyna. Obecnie znajduje się w miejscowości Dzierżaniny. Parafię oprócz Lubczy tworzą do dziś: Wola Lubecka i Dzwonowa.
- 1895 – powstał budynek klasztoru SS.Kanoniczek Św. Ducha.
- 1900 – wybudowaną murowaną plebanię.
- 1900 – ukończono budowę kościoła – pierwsze nabożeństwo.
- 1902 – spółka żydowska rozparcelowała majątek dworski pomiędzy miejscowych chłopów.
- 1902 – 6 czerwca konsekrowano nowy murowany kościół.
- 1911 – powstała straż pożarna.
- 1914 – powstał cmentarz wojenny nr 234 – wydzielono kwaterę wojskową o pow. 51 m² na cmentarzu parafialnym (proj. Gustav Rossmann).
- 1918 – wieś znajdowała się w województwie krakowskim, w powiecie Pilzno, później w gminie zbiorowej Jodłowa, w powiecie Jasło.
- 1939–1945 – Lubcza znalazła się w Generalnym Gubernatorstwie.
- 1945–1954 – wieś należała do gminy Jodłowa, w powiecie Jasło, w województwie rzeszowskim.
- 1950 – miała miejsce wylew rzeki Wolanka. Powódź we wsi.
- 1954–1975 – gromada Lubcza znalazła się w województwie krakowskim, w powiecie tarnowskim.
- koniec lat 50. XX w. – rozpoczęła się elektryfikacja wsi.
- 1960 – miejscowość stała się wsią gminną dla Lubczy i Woli Lubeckiej, w powiecie Tarnów, w województwie krakowskim.
- 1962 – rozpoczęto budowę nowej szkoły. Dyrektorem był Czesław Wojewoda.
- 1965–1970 – nastąpiła elektryfikacja wsi Lubcza.
- 1967 – oddano do użytku nową szkołę (tzw. "tysiąclatki").
- 1969–1974 – nastąpiła budowa i utwardzenie drogi Lubcza – Zalasowa.
- 1973 – 1 stycznia Lubcza została przyłączona do gminy Ryglice.
- 1995 – Powstał Społeczny Komitet Gazyfikacji.
- 1997 – świętowano 800-lecie Lubczy.
- 1975–1998 – wieś znajdowała się w województwie tarnowskim.
- II poł. XX w. – budowano drogi do Zalasowej, Tuchowa i Tarnowa, wybudowano ośrodek zdrowia.
- 1990 – kładziono pierwsze nakładki asfaltowe na drogach gminnych w Lubczy.
- 1995 – nastąpiła gazyfikacja wsi Lubcza.
- 1996 – miała miejsce telefonizacja wsi Lubcza.
- 1996 – Helena Pancerz z d. Kowalska została uhonorowana tytułem Sprawiedliwa wśród Narodów Świata[12]
- 1999 – 1 stycznia – wieś znalazła się w gminie Ryglice, w powiecie tarnowskim, w województwie małopolskim.
- 1999 - powstał klub „Iskierka” – placówka Ośrodka Kultury w Ryglicach.
- 2004 – oddano do użytku Wielofunkcyjnego Budynku „Perła Lubczy”.
- 2004 – Utworzono Szkolny Ośrodek Kariery. Miała miejsce klęska żywiołowa – powódź.
- 2004 – 14 lutego odbył się „Bieg z Radiem Kraków” w dzień odpustu św. Walentego.
- 2004–2005 – wykonano remont budynku szkoły podstawowej i gimnazjum w Lubczy z części środków budżetu państwa.
- 2010 – miała miejsce wielka powódź.
- 2011 – powstał lokalny portal Ryglice-okolice.pl - https://www.ryglice-okolice.pl/, obecnie z siedzibą w Ryglicach.
- 2014 – straż nabyła nowy samochód terenowy.
- 2015 – odbyła się peregrynacja Obrazu Jezusa Miłosiernego.
- 2016 – wyremontowano remizę OSP. W Lubczy miał miejsce Zjazd tarnowskiego Związku Ochotniczych Straży Pożarnych RP.
- 2017 – powstał zespół folklorystyczny Lubczanie. Grupa nawiązuje do zespołów działających w tej miejscowości m.in. w XX w.
- 2018 – powstała kapela ludowa Spod Kokocza.
- 2018 – wyburzenie budynku Ochronki z drugiej połowy XIX w. i rozpoczęcie prac przy jej odrestaurowaniu.
- 2018 – w wyborach samorządowych burmistrzem gminy Ryglice został Paweł Augustyn, mieszkaniec Lubczy, przedsiębiorca, rolnik, współzałożyciel TUW Towarzystwo Ubezpieczeń Wzajemnych, samorządowiec, doradca w KRUS i Ministerstwie Rolnictwa.
- 2019 – 2022 - renowacja polichromii kościoła.
- 2020 - zakończenie prac restauracyjnych budynku Ochronki. Rewitalizacja centrum wsi.